# Neil Harvey (Squashspieler)
Neil Harvey (* 16. April 1959 in London) ist ein ehemaliger englischer Squashspieler und heutiger Squashtrainer.

## Karriere
Neil Harvey war hauptsächlich in den 1980er-Jahren als Squashspieler aktiv und erreichte im Januar 1988 mit Rang 17 seine höchste Platzierung in der Weltrangliste.
Mit der englischen Nationalmannschaft nahm er 1987 an der Weltmeisterschaft teil. Die Mannschaft schloss das Turnier auf dem dritten Platz ab. Bei Europameisterschaften gewann er mit der Nationalmannschaft 1984 und 1987 den Titel. Zwischen 1982 und 1988 stand Neil Harvey viermal im Hauptfeld der Einzelweltmeisterschaft. Sein bestes Abschneiden war dabei das Erreichen des Viertelfinals 1987. Er unterlag Rodney Martin klar in drei Sätzen. 1988 wurde er hinter Paul Carter britischer Vizemeister.
Nach seiner aktiven Karriere begann er als Squashtrainer zu arbeiten. So trainierte er unter anderem Peter Nicol, Mohd Azlan Iskandar und Laurens Jan Anjema. Unter seiner Verantwortung wurde England 1995 Weltmeister.

## Erfolge
- Europameister mit der Mannschaft: 1984, 1987
- Britischer Vizemeister: 1988